# Shelley Duvall
Shelley Alexis Duvall (Fort Worth, 7 luglio 1949 – Blanco, 11 luglio 2024) è stata un'attrice e produttrice televisiva statunitense.

## Biografia
Dopo alcuni brevi ma significativi ruoli in Nashville (1975) e Io e Annie (1977), fu co-protagonista nel discusso film Tre donne di Robert Altman (regista che la diresse in sette occasioni), per il quale ottenne il Prix d'interprétation féminine al Festival di Cannes. Divenne poi nota al grande pubblico per l'interpretazione di Wendy, l'angosciata moglie di Jack Torrance in Shining (1980) di Stanley Kubrick. In seguito fu scelta per la parte di Olivia Oyl, la fidanzata di Popeye, in Popeye, di Robert Altman. Dal 1988 al 1993 produsse alcune serie televisive. Dopo un piccolo ruolo nel film indipendente del 2002 Manna from Heaven, Duvall si prese una lunga pausa dalla recitazione e dalla vita pubblica.
Nel 2016 annunciò di soffrire di problemi mentali, secondo lei anche in conseguenza dell'esperienza vissuta sul set di Shining. Nell'ottobre 2022, dopo ben vent'anni, l'attrice tornò a recitare in un film, The Forest Hills, un horror-thriller indipendente scritto e diretto da Scott Goldberg e interpretato da Edward Furlong, Chiko Mendez e Dee Wallace. Malata da tempo di una grave forma di diabete, morì nella sua casa di Blanco, in Texas, l'11 luglio 2024, quattro giorni dopo il suo 75º compleanno.

## Filmografia

### Cinema
- Anche gli uccelli uccidono (Brewster McCloud), regia di Robert Altman (1970)
- I compari (McCabe & Mrs. Miller), regia di Robert Altman (1971)
- Gang (Thieves Like Us), regia di Robert Altman (1974)
- Nashville, regia di Robert Altman (1975)
- Buffalo Bill e gli indiani (Buffalo Bill and the Indians, or Sitting Bull's History Lesson), regia di Robert Altman (1976)
- Io e Annie (Annie Hall), regia di Woody Allen (1977)
- Tre donne (3 Women), regia di Robert Altman (1977)
- Shining (The Shining), regia di Stanley Kubrick (1980)
- Popeye - Braccio di Ferro (Popeye), regia di Robert Altman (1980)
- I banditi del tempo (Time Bandits), regia di Terry Gilliam (1981)
- Frankenweenie, regia di Tim Burton (1984)
- Roxanne, regia di Fred Schepisi (1987)
- Cose dell'altro mondo (Suburban Commando), regia di Burt Kennedy (1991)
- Torbide ossessioni (Underneath), regia di Steven Soderbergh (1995)
- Ritratto di signora (The Portrait of a Lady), regia di Jane Campion (1996)
- Zona d'ombra: bambole e vudù (Shadow Zone: My Teacher Ate My Homework), regia di Stephen Williams (1997)
- Cambio vita (Changing Habits), regia di Lynn Roth (1997)
- Twilight of the Ice Nymphs, regia di Guy Maddin (1997)
- Come ho conquistato Marte (Rocket Man), regia di Stuart Gillard (1997)
- Talos - L'ombra del faraone (Tale of the Mummy), regia di Russell Mulcahy (1998)
- Fast Food (Home Fries), regia di Dean Parisot (1998)
- Il mistero del quarto piano (The 4th Floor), regia di Josh Klausner (1999)
- Big Monster on Campus, regia di Mitch Marcus (2000)
- Manna from Heaven, regia di Gabrielle Burton (2002)
- The Forest Hills, regia di Scott Goldberg (2023)

### Televisione
- Cannon − serie TV, episodio 2x21 (1973)
- Baretta – serie TV, episodio 2x21 (1976)
- Bernice Bobs Her Hair, regia di Joan Micklin Silver – film TV (1976)
- Nel regno delle fiabe (Faerie Tale Theatre) – serie TV, 2 episodi (1984-1985)
- Ai confini della realtà (The Twilight Zone) – serie TV, episodio 2x02 (1986)
- Frog, regia di David Grossman − film TV (1987)
- Mother Goose Rock 'n' Rhyme, regia di Jeff Stein − film TV (1990)
- Frogs!, regia di David Grossman − film TV (1991)
- Alone, regia di Michael Lindsay-Hogg − film TV (1997)
- Casper e Wendy - Una magica amicizia (Casper Meets Wendy), regia di Sean McNamara − film TV (1998)
- Dreams in the Attic, regia di Bob Willems − film TV (2000)

## Riconoscimenti
- BAFTA
  - 1978 – Candidatura alla migliore attrice protagonista per Tre donne
- Festival di Cannes
  - 1977 – Prix d'interprétation féminine per Tre donne

## Doppiatrici italiane
Nelle versioni in italiano delle opere in cui ha recitato, Shelley Duvall è stata doppiata da:
- Livia Giampalmo in Shining[5]
- Silvia Pepitoni in Popeye - Braccio di Ferro
- Anna Rita Pasanisi in Cose dell'altro mondo
- Isabella Pasanisi in Roxanne
- Paola Deborah Ghiglia in Talos - L'ombra del faraone
- Alessandra Dal Sasso in Tre donne
- Carmen Onorati in Casper e Wendy - Una magica amicizia
- Liliana Sorrentino in Il mistero del quarto piano